# فوتر بيباو
فوتر بيباو (21 مايو 1984 في بلجيكا - ) هو لاعب كرة قدم بلجيكي في مركز حراسة المرمى. لعب مع أوستينده وكيه في ميخيلين وK.S.V. Roeselare ‏.

## وصلات خارجية
- فوتر بيباو على موقع قاعدة بيانات كرة القدم.إي يو (الإنجليزية)
- فوتر بيباو على موقع Soccerway.com (الإنجليزية)
- فوتر بيباو على موقع عالم كرة القدم.نت (الإنجليزية)